# گژگوش پشیبیو
گِژِگوش پشیبیو (لهستانی: Grzegorz Przybył؛ ‏ [ˈɡʐɛɡɔʂ]؛ زادهٔ ۱۰ ژوئیه ۱۹۶۰) بازیگر، دوبلور و صداپیشه اهل لهستان است. وی دانش‌آموختۀ مدرسه ملی فیلم ووچ است.
از فیلم‌ها یا مجموعه‌های تلویزیونی که وی در آن‌ها نقش داشته است، می‌توان به تشخیص، قانون حقیقی، دهن‌به‌دهن، یک‌راست به دل، نشانه‌گذاری‌شده، دوران افتخار، ۳۹ و نیم، کارآگاهان جنایی، نبرد مقدس و مرگ کم‌اهمیت اشاره نمود.